# Boyle (Roscommon)
Boyle (en gaèlic irlandès Mainistir na Búille) és una vila d'Irlanda, al comtat de Roscommon, a la província de Connacht. És als peus de les muntanyes Curlew vora Lough Key al nord del comtat. També estan a la vora el cementiri megalític de Carrowkeel, el dolmen Drumanone i dels llacs Lough Arrow i Lough Gara.

## Història
El 15 d'agost de 1599 va tenir lloc a les muntanyes de Curlew la batalla de Curlew Pass entre les forces angleses i irlandeses durant Guerra dels Nou Anys, entre les forces angleses de Sir Conyers Clifford i una força de nadius irlandesos liderats per Aodh Rua Ó Donaill. Els anglesos hi van patir una emboscada quan intentaven passar les Muntanyes Curlew i patiren moltes baixes. El secretari de la reina Sir Robert Cecil valorà aquesta derrota juntament amb la derrota simultània de Harrington a Wicklow com els dos cops més forts mai soferts pels anglesos a Irlanda.
Boyle va patir considerables dificultats durant els anys de la Gran Fam Irlandesa (1847-1849). Durant la resta del segle xix va tenir un cert desenvolupament econòmic.
En 1917 el Sinn Féin va guanyar el seu primer escó al Parlament per la circumscripció de Roscommon Nord, centrat en Boyle, amb l'elecció de George Noble Plunkett. El fill de Plunkett, Joseph Mary Plunkett, havia estat executat pels britànics maig 1916 per la seva participació en l'Alçament de Pasqua. Va rebre suport durant la campanya de Michael Collins i del Pare O'Flanagan. Després es convertiria en president del Sinn Féin.

## Galeria d'imatges

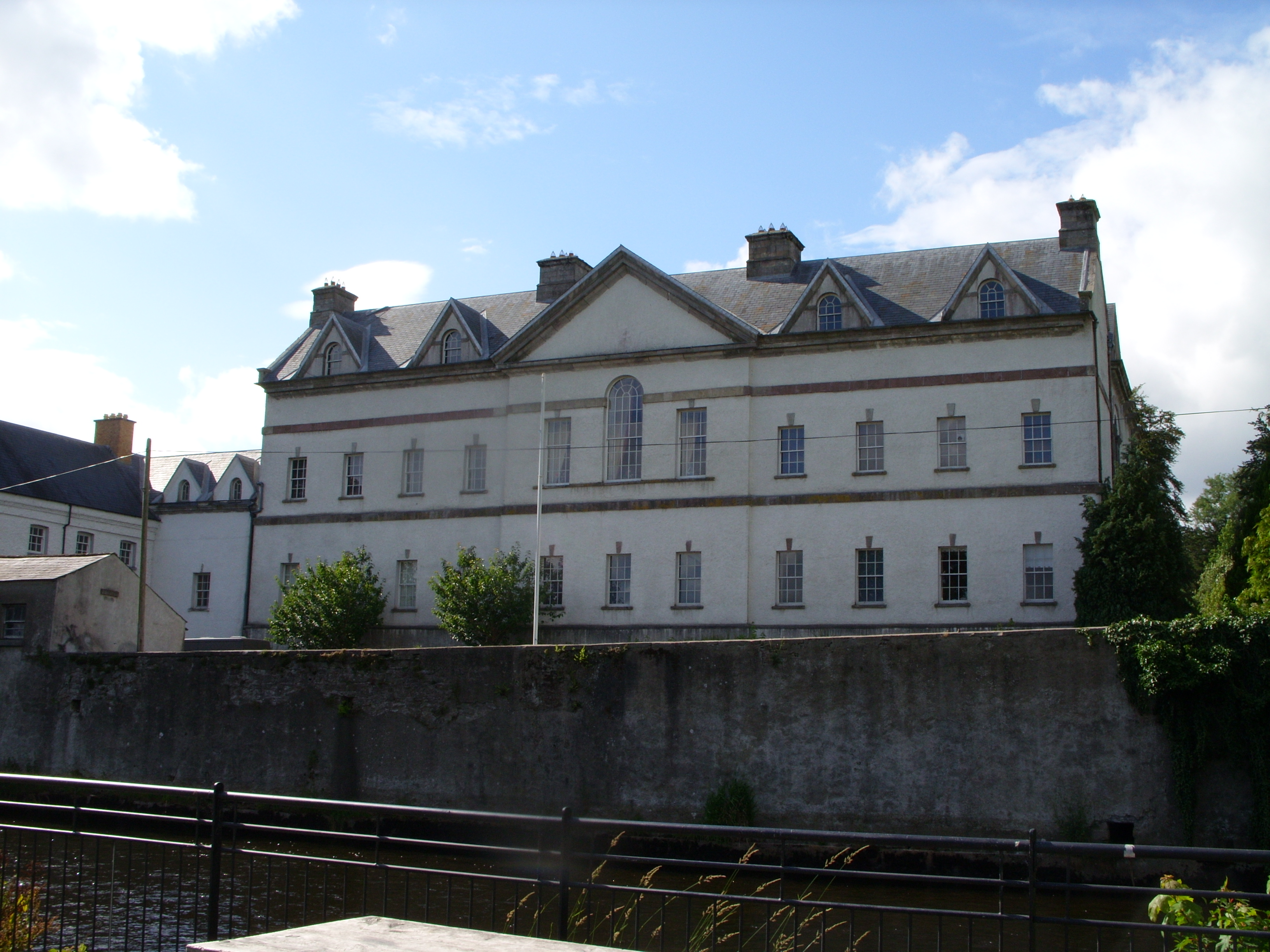
King House
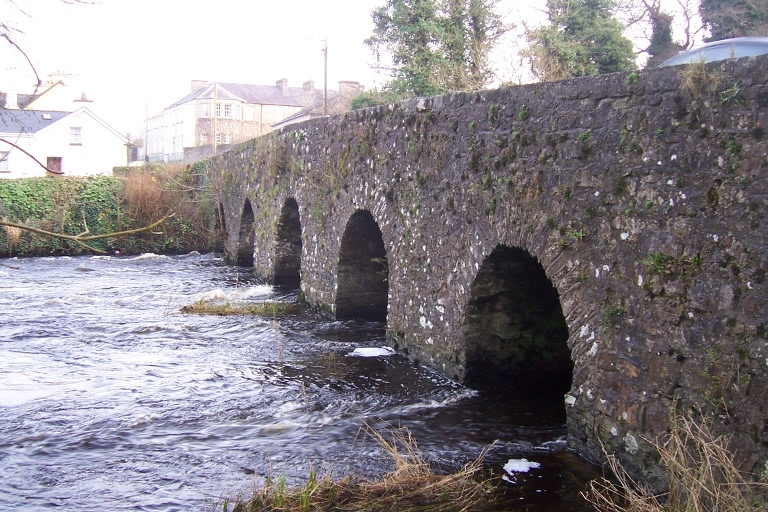
Pont d'Abbeytown
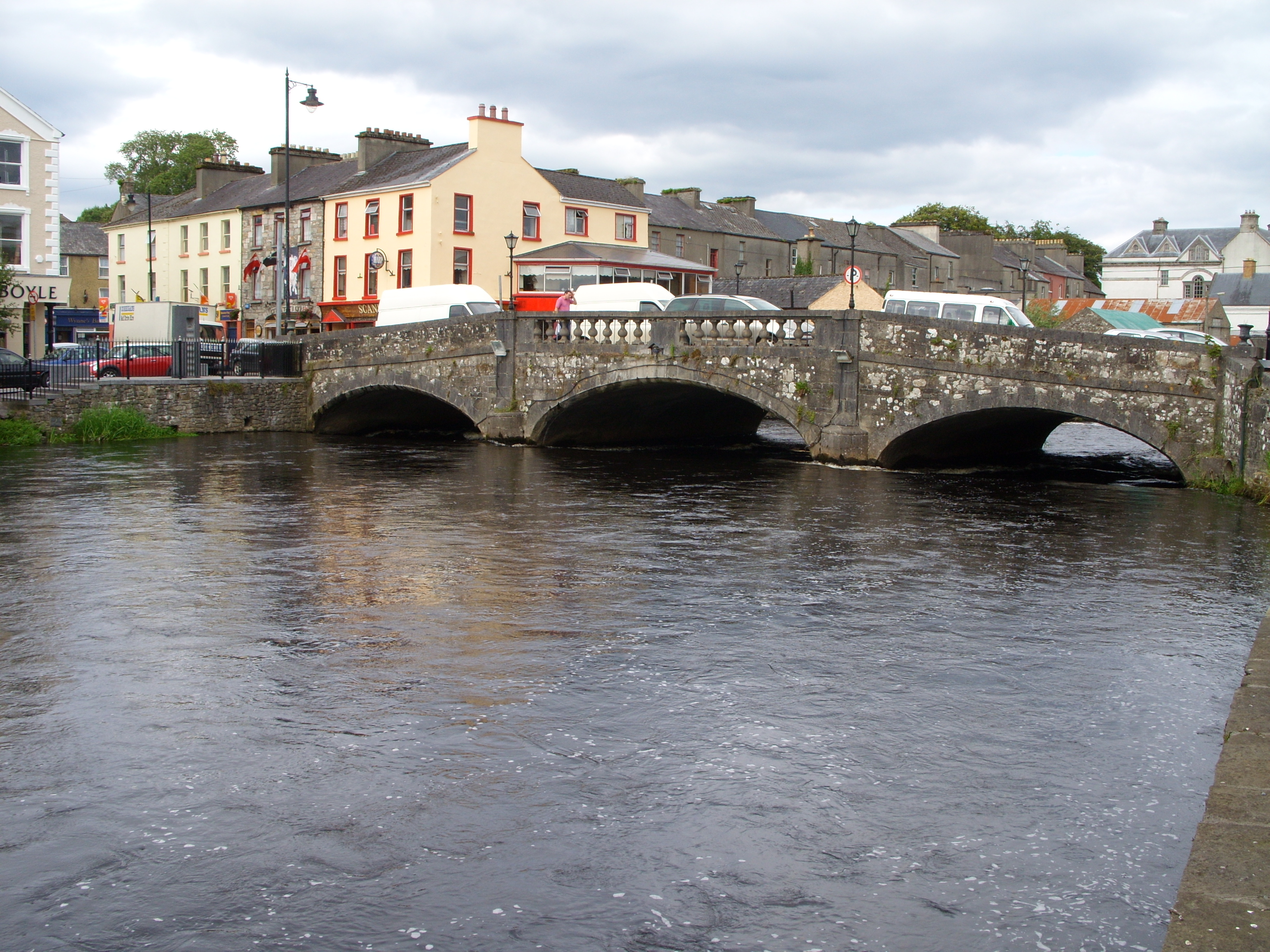
Pont sobre el riu
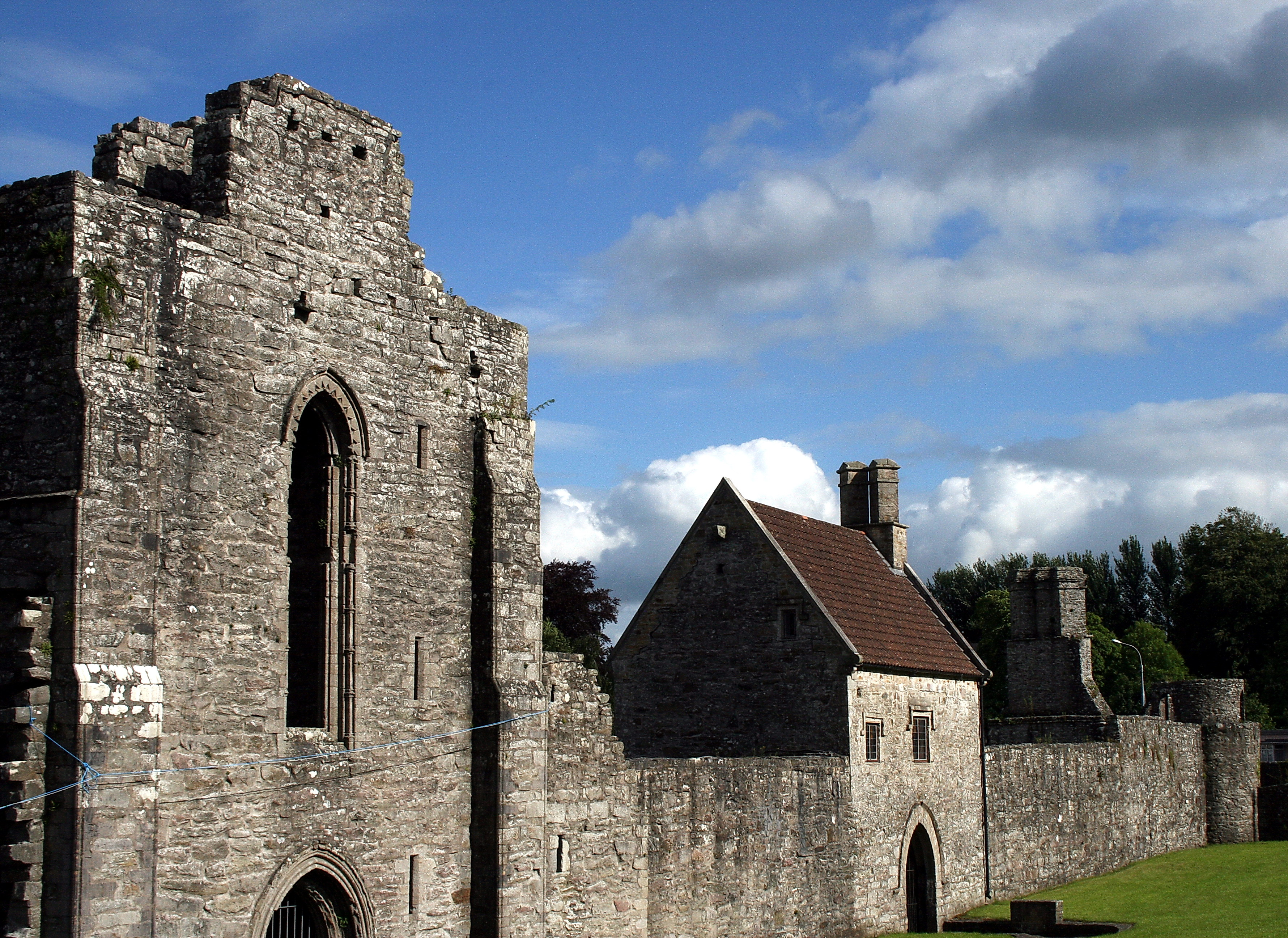
Abadia de Boyle

## Personatges il·lustres
- Maureen O'Sullivan (1911–1998), actriu